# Campionat d'Espanya de Raids TT
El Campionat d'Espanya de Raids TT, regulat per la federació espanyola de motociclisme (RFME, Real Federación Motociclista Española), és la màxima competició de ral·li raid que es disputa a l'estat espanyol. Instaurat el 1987, al llarg dels anys ha anat canviant de format i de denominacions fins a arribar a la fórmula actual de dues categories, Enduro i Trail, estrenada el 2018. A banda, del 2005 al 2007 es va celebrar un campionat complementari anomenat Copa d'Espanya de Motoral·li.
A l'estat espanyol, els raids es desenvolupen per carreteres i pistes obertes al trànsit situades en zones ermes i apartades, com ara els Monegres, on es disputa la prova més emblemàtica d'aquesta modalitat al país, la Baja Aragón. Altres proves que han puntuat històricament pel campionat són la "Transespaña" (1.800 km), el Ral·li de Mijas, el de l'Alta Alcarria, el "Montes de Cuenca" i el de l'Alcazaba. Un raid pot estar dividit en etapes, compreses per un o més sectors selectius units per sectors d'enllaç. La durada màxima permesa per a una etapa no pot superar les 15 hores.

## Evolució del campionat
L'actual Campionat d'Espanya de Raids TT ha experimentat nombrosos canvis de denominació i de format al llarg de la seva història. Sense considerar les diverses categories complementàries (júnior, sènior, fèmines, etc.), la llista de canvis significatius és la següent:
1. Campionat d'Espanya de Ral·li TT (1987-2017)
  1. 1987: 4 cilindrades
  2. 1988-1990: 2 cilindrades
  3. 1992-1998: 1 cilindrada (Súper Producció)
  4. 1999-2013: Motos i Quads
  5. 2014-2017: Motos (Enduro i Trail)
2. Copa d'Espanya de Bajas TT (2018)
3. Copa d'Espanya de Raids (2019)
4. Campionat d'Espanya de Raids TT (2021-Actualitat)

## Llista de guanyadors

### De 1987 a 1990
| Edició | Any  | 125cc    | 125cc     | 250cc      | 250cc     | +250cc           | +250cc    | 4T             | 4T          |
| Edició | Any  | Campió   | Moto      | Campió     | Moto      | Campió           | Moto      | Campió         | Moto        |
| ------ | ---- | -------- | --------- | ---------- | --------- | ---------------- | --------- | -------------- | ----------- |
| I      | 1987 | Pep Vila | Husqvarna | José López | Motovespa | Guillermo Moreno | Husqvarna | Jordi Arcarons | Puch-Suzuki |
|        |      | -        | -         | -          | -         | 500cc 2T         | 500cc 2T  | 800cc 4T       | 800cc 4T    |
| II     | 1988 | -        | -         | -          | -         | Agustí Vall      | KTM       | Jordi Arcarons | KTM         |
| III    | 1989 | -        | -         | -          | -         | Agustí Vall      | Honda     | Jordi Arcarons | KTM         |
| IV     | 1990 | -        | -         | -          | -         | Agustí Vall      | Yamaha    | Toni Boluda    | Yamaha      |

1. ↑  Fins al 2017 inclòs, el campionat es va anomenar Campionat d'Espanya de Ral·li TT

### De 1992 a 1998
| Edició | Any  | Scratch            | Scratch       |
| Edició | Any  | Campió             | Moto          |
| ------ | ---- | ------------------ | ------------- |
| V      | 1992 | Jordi Arcarons     | Suzuki        |
| VI     | 1993 | Josep Lluís Steuri | Marsimoto-KTM |
| VII    | 1994 | Ferran Gil         | Marsimoto-KTM |
| VIII   | 1995 | Josep Lluís Steuri | Honda         |
| IX     | 1996 | Josep Lluís Steuri | Honda         |
| X      | 1997 | Nani Roma          | Marsimoto-KTM |
| XI     | 1998 | Vicente Escuder    | Marsimoto-KTM |

1. ↑  El 1998, el títol Scratch s'anomenà "Súper Producció"

### De 1999 a 2013
| Edició | Any  | Súper Producció  | Súper Producció | Quads 2T          | Quads 2T   | Quads 4T        | Quads 4T   |
| Edició | Any  | Campió           | Moto            | Campió            | Quad       | Campió          | Quad       |
| ------ | ---- | ---------------- | --------------- | ----------------- | ---------- | --------------- | ---------- |
| XII    | 1999 | Isidre Esteve    | Marsimoto-KTM   | Joan Serra        | Yamaha     | -               | -          |
| XIII   | 2000 | Isidre Esteve    | KTM             | José Enríquez     | Yamaha     | Jordi Capdevila | Yamaha     |
| XIV    | 2001 | Isidre Esteve    | KTM             | -                 | -          | Pedregà         | Bombardier |
| XV     | 2002 | Pablo Toral      | KTM             | -                 | -          | Joan Serra      | Yamaha     |
|        |      | Open             | Open            | Quads             | Quads      | -               | -          |
| XVI    | 2003 | Isidre Esteve    | KTM             | Josep Maria Prat  | Bombardier | -               | -          |
| XVII   | 2004 | Vicente Escuder  | KTM             | Jordi Serra       | Polaris    | -               | -          |
| XVIII  | 2005 | Isidre Esteve    | KTM             | Jordi Saborit     | Yamaha     | -               | -          |
| XIX    | 2006 | José M. Pellicer | KTM             | Francisco Palacín | Honda      | -               | -          |
| XX     | 2007 | Gerard Farrés    | KTM             | Isidre Estrada    | Yamaha     | -               | -          |
|        |      |                  |                 |                   |            |                 |            |
| XXI    | 2013 | Gerard Farrés    | Gas Gas         | Manuel Madrid     | Honda      | -               | -          |

### De 2014 a l'actualitat
A 2 de març de 2025
| Edició | Any  | Enduro 530cc     | Enduro 530cc     | Trail +530cc      | Trail +530cc    |
| Edició | Any  | Campió           | Moto             | Campió            | Moto            |
| ------ | ---- | ---------------- | ---------------- | ----------------- | --------------- |
| XXII   | 2014 | Armand Monleón   | KTM              | Gerardo Vichich   | KTM             |
| XXIII  | 2015 | Armand Monleón   | KTM              | Josep Balaguer    | KTM             |
|        |      | Ral·li TT Enduro | Ral·li TT Enduro | Trail Superiors   | Trail Superiors |
| XXIV   | 2016 | Joan Pedrero     | Sherco           | Josep Balaguer    |                 |
| XXV    | 2017 | Txomin Arana     | KTM              | Isaac Feliu       | Husqvarna       |
|        |      | Enduro           | Enduro           | Trail             | Trail           |
| XXVI   | 2018 | Alejandro Andreu | KTM              | -                 | -               |
| XXVII  | 2019 | Joan Pedrero     | Husqvarna        | Fco. Javier Vega  | KTM             |
|        | 2020 | No disputat      | No disputat      | No disputat       | No disputat     |
| XXVIII | 2021 | Javier Vega      | Husqvarna        | Adrián Peñarrubia | KTM             |
| XXIX   | 2022 | Albert Martín    | Husqvarna        | Juan J. Sánchez   | KTM             |
| XXX    | 2023 | Adrià Pascuet    | Beta             | Brian Gómez       | KTM             |
| XXXI   | 2024 | Javier Vega      | Yamaha           | Joan Pedrero      | KTM             |

Notes
1. ↑  El 2018, el campionat es va anomenar Copa d'Espanya de Bajas TT
2. ↑  El 2019, el campionat es va anomenar Copa d'Espanya de Raids
3. ↑  El 2021, el campionat es va anomenar Campionat d'Espanya de Raids TT, nom que ha mantingut fins a l'actualitat

## Copa d'Espanya de Motoral·li (2005-2007)
Nota.- Cal no confondre aquesta Copa amb el Campionat d'Espanya de ral·lis motociclistes, basat en ral·lis de carretera, que es va disputar entre el 1984 i el 1995.
| Edició | Any  | Campió Scratch | Moto      |
| ------ | ---- | -------------- | --------- |
| I      | 2005 | Óscar González | KTM       |
| II     | 2006 | Marc Guasch    | Husqvarna |
| III    | 2007 | Gerard Farrés  | KTM       |